# Emund II Ericsson
Emund II Ericsson de Suède, co-roi de Suède vers 950.
Fils d'Éric V Ringsson, il est co-roi avec Björn III de Suède. Emund est cité par Adam de Brême comme un allié d'Harald Ier de Danemark, favorable au christianisme et comme un prédécesseur d'Éric VI de Suède.